# The Weather Channel
The Weather Channel là một kênh truyền hình cáp và truyền hình vệ tinh cơ bản của Mỹ, phát sóng chương trình dự báo thời tiết và tin tức liên quan đến thời tiết và các phân tích, cùng với phim tài liệu và các chương trình giải trí liên quan đến thời tiết. Ngoài chương trình trên kênh truyền hình cáp, TWC cũng cung cấp những dự báo cho các đài phát thanh trên mặt đất và vệ tinh, báo chí, các trang web, và duy trì cập nhật trực tuyến tại weather.com và thông qua một bộ những ứng dụng trên điện thoại di động thông minh và máy tính bảng.
Hệ thống thuộc sở hữu của The Weather Company (tiền thân là The Weather Channel Companies), bao gồm cả dịch vụ thời tiết trực tuyến Weather Underground và Intellicast, và công ty phần mềm và dữ liệu thời tiết Weather Services International (WSI). The Weather Company thuộc sở hữu của một tập đoàn, bao gồm NBCUniversal và các công ty đầu tư The Blackstone Group và Bain Capital. Trụ sở chính được đặt tại Cumberland, Georgia, gần Atlanta.
Tính đến tháng 8 năm 2013, The Weather Channel đã nhận được đăng ký dịch vụ truyền hình tính phí của khoảng 99,926,000 hộ gia đình ở Mỹ (87.50% hộ gia đình Mỹ sử dụng truyền hình), làm cho nó trở thành kênh truyền hình cáp phổ biến nhất trong nước. Khán giả thực tế của kênh trung bình là 210,000 trong năm 2013 và có xu hướng giảm trong nhiều năm.

## Một số chương trình
- 23.5°
- 3 Scientists
- AMHQ (America's Morning Headquarters)
- Coast Guard Alaska
- Highway Thru Hell
- So You Think You'd Survive?
- Strangest Weather
- Tornado 360°
- Tornado Alley
- Tornado Road
- Weather Caught on Camera
- Weather Center Live
- Weather Geeks
- Weather Gone Viral
- Weather Underground
- Weekend Recharge
- Why Planes Crash?

## Một số chương trình cũ
- Afternoon Outlook (2003-2006)
- Atmospheres (2000-2003)
- Beyond the Forecast (2006-2009)
- Cantore Stories (2009-2010)
- Catching Hell (2014)
- Morning Rush (2012-2014)
- Overnight Outlook (2003-2005)
- PM Edition (2003-2012)
- Weather Center (1998-2009) (sau này trở thành Weather Center Live)
- Weekend Now (2001-2013)
- Weekend Outlook (2003-2009)
- Weekend Planner (2003-2005)